# 1825 w muzyce
Wydarzenia muzyczne w 1825 roku.

## Wydarzenia
- 3 lutego – w wiedeńskim Musikverein miała miejsce premiera pieśni „Der Blumen Schmerz” D 731 Franza Schuberta[1][2]
- 22 lutego – w drezdeńskim Hoftheater miała miejsce premiera opery Der Holzdieb Heinricha Marschnera[1][2]
- 25 lutego – w wiedeńskim Musikverein miała miejsce premiera pieśni „Der zürnenden Diana” D 707 Franza Schuberta[1][2]
- 3 marca – w Wiedniu w prywatnym domu pieśniarki Sophii Müller miała miejsce prapremiera „Die junge Nonne” D 828 Franza Schuberta[1][2]
- 6 marca
  - w Wiedniu odbyła się premiera „Kwartetu smyczkowego nr 12 w Es-dur” op.127 Ludwiga van Beethovena[1][2]
  - w neapolitańskim Teatro San Carlo miała miejsce premiera „I voti dei sudditi” Gaetana Donizettiego[1][2]
- 20 marca – w wiedeńskiej Landhaussaal miała miejsce premiera kwartetu wokalnego „Flucht” D 825 Franza Schuberta[1][2]
- 24 marca – w Kassel w Hoftheater miała miejsce premiera opery Der Berggeist Louisa Spohra[1][2]
- 10 kwietnia – w wiedeńskim Musikverein miała miejsce premiera pieśni „Der Alpenjäger” D 588 Franza Schuberta[1][2]
- 3 maja – w paryskim Théâtre Feydeau miała miejsce premiera opery Le maçon Daniela Aubera[1][2]
- 21 maja – w paryskim Théâtre Feydeau miała miejsce premiera opery Le lapin blanc Ferdinanda Hérolda[1][2]
- 23 maja – w Berlinie odbyła się premiera opery Alcidor Gaspara Spontiniego[1][2]
- 10 czerwca – w paryskiej Académie Royale de Musique miała miejsce premiera opery Pharamond François-Adriena Boieldieu, Henriego-Montana Bertona i Rodolpha Kreutzera[1][2]
- 19 czerwca – w Teatrze Włoskim w Paryżu miała miejsce premiera opery Podróż do Reims Gioacchina Rossiniego[1][2]
- 14 sierpnia – w Palermo odbyła się premiera „Cantata for the King’s Birthday” Gaetana Donizettiego[1][2]
- 24 sierpnia – w Dreźnie odbyła się premiera opery Die Wiener in Berlin Heinricha Marschnera[1][2]
- 8 września – w wiedeńskim Maria-Trost-Kirche miała miejsce premiera „Erstes Offertorium” D 136, „Zweites Offertorium” D 223 i „Tantum ergo” D 739 Franza Schuberta[1][2]
- 9 września – w Wiedniu, prywatnie odbyła się premiera „Kwartetu smyczkowego” op.132 Ludwiga van Beethovena[1][2]
- 6 listopada – w Wiedniu, odbyła się publiczna premiera „Kwartetu smyczkowego” op.132 Ludwiga van Beethovena[1][2]
- 17 listopada – w wiedeńskim Musikverein miała miejsce premiera kwartetu wokalnego „Der Gondelfahrer” D 809 Franza Schuberta[1][2]
- 22 listopada – w Kassel odbyła się premiera „Die letzten Dinge”, WoO 61 Louisa Spohra[1][2]
- 10 grudnia – w paryskim Théâtre Feydeau miała miejsce premiera opery Biała dama François-Adriena Boieldieu[1][2]

## Urodzili się
- 25 lutego – Jean-Baptiste Arban, francuski kornecista, dyrygent, kompozytor i pedagog (zm. 1889)
- 3 kwietnia – Adolf Rzepko, polski pianista, oboista, dyrygent, pedagog i kompozytor (zm. 1892)
- 30 czerwca – Florimond Ronger, francuski kompozytor, jeden z „ojców” operetki (zm. 1892)
- 23 lipca – Richard Hol, holenderski kompozytor, dyrygent i organista (zm. 1904)
- 1 września – Nikodem Biernacki, polski skrzypek i kompozytor (zm. 1892)
- 12 września – Karl Doppler, austriacki kompozytor i flecista pochodzenia polsko-węgierskiego (zm. 1900)
- 25 października – Johann Strauss (syn), austriacki kompozytor, dyrygent i skrzypek (zm. 1899)
- 16 grudnia – Robert Prescott Stewart, irlandzki kompozytor, organista, dyrygent i pedagog (zm. 1894)
- 19 grudnia – George Frederick Bristow, amerykański kompozytor (zm. 1898)

Data dzienna nieznana
- Aleksander Martin, polski kompozytor i altowiolista (zm. 1856)

## Zmarli
- 5 lutego – Pierre Gaveaux, francuski śpiewak (tenor), kompozytor i wydawca (ur. 1760)
- 7 maja – Antonio Salieri, włosko-austriacki kompozytor, kapelmistrz i pedagog muzyczny (ur. 1750)
- 12 maja – Stanislao Mattei, włoski kompozytor, pedagog i teoretyk muzyki, franciszkanin konwentualny (ur. 1750)
- 13 września – Luigi Bassi, włoski śpiewak operowy (baryton) (ur. 1766)
- 10 października – Dmitrij Bortnianski, łemkowski kompozytor, śpiewak i dyrygent (ur. 1751)
- 17 października – Peter von Winter, niemiecki kompozytor i skrzypek (ur. 1754)
- 19 listopada – Jan Václav Voříšek, czeski kompozytor, pianista i organista (ur. 1791)

## Muzyka poważna
- 11 lutego – wiedeńska „Cappi” publikuje dwie pieśni Franza Schuberta op. 36: „Der zürnenden Diana” oraz „Nachstück”[1][2]
- 28 lutego – wiedeńska „Cappi” publikuje dwie pieśni Franza Schuberta op. 37: „Der Pilgrim” oraz „Der Alpenjäger”[1][2]
- 12 marca – w wiedeńskim „Zeitschrift für Kunst” opublikowano „Der Einsame” D 800 Franza Schuberta[1][2]
- 9 maja – wiedeńska „Cappi” publikuje pieśń „Der Liedler” D 209, op.38 Franza Schuberta[1][2]
- 2 czerwca – „Rondo c-moll” op.1 staje się pierwszą pracą piętnastoletniego wówczas Fryderyka Chopina, która została opublikowana dzięki uprzejmości wydawnictwa Brzezina & Co[1][2].
- 6 czerwca – Diabelli w Wiedniu publikuje trzy pieśni Franza Schuberta op. 19: „An Schwager Kronos”, „An Mignon” oraz „Ganymed”[1][2]
- 25 lipca – Pennauer publikuje dwie pieśni Franza Schuberta op.43: „Die junge Nonne” oraz „Nacht und Träume”[1][2]
- 12 sierpnia – Pennauer publikuje pieśń „Suleika” op.31 Franza Schuberta[1][2]